# Перт (Онтаріо)
 Перт  (англ. Perth)   — містечко в графстві
Ланарк, Онтаріо, у Канаді. Перт розташований на річці Тей (англ. Tay River) 83 км на південний схід від міста Оттави.

## Історія
Засноване як поселення в 1816 році, незабаром після Англо-американської війни 1812–1815. Багато з перших поселенців  — ветерани війни, між іншим таких країн: Франція, Німеччина, Польща, Італія, Шотландія або Ірландія,— яким запропоновано землю в обмін на військові послуги.
Перт є батьківщиною найстарішого піонера Канади — могильника кладовища Св. Павла Об'єднаної церкви, раніше — методистської..

## Міста-побратими
Міста-побратимом Перта:
- Велика Британія — Перт, Шотландія
- Австралія — Перт, Західна Австралія
- Австралія — Перт, Тасманія
- США — Перт, Північна Дакота
- Японія — Асаґо